# Almby landskommun
Almby landskommun var en tidigare kommun i Örebro län.

## Administrativ historik
Den bildades då 1862 års kommunalförordningar trädde i kraft, i Almby socken i Örebro härad i Närke. 
Den 29 oktober 1926 inrättades Almby municipalsamhälle i kommunen.
1943 uppgick den i Örebro stad samtidigt som municipalsamhället upplöstes. Området ingår numera i Örebro kommun.

## Politik

### Mandatfördelning i Almby landskommun 1938
| 17 | 4 |

| 19 |